# Albert Labík
Albert Labík, né le 13 mai 2004 en Tchéquie, est un footballeur tchèque qui évolue au poste d'arrière gauche au FK Teplice, en prêt du Slavia Prague.

## Biographie

### En club
Né en Tchéquie, Albert Labík commence le football avec le SK Třeboradice avant de rejoindre le Slavia Prague en 2015, où il poursuit sa formation. Il joue commence toutefois sa carrière avec le FC Sellier & Bellot Vlašim (en), où il est prêté pour la saison 2023-2024. Il son premier match en professionnel le 24 juillet 2023, lors de la première journée de la saison 2023-2024 face au FC Zbrojovka Brno. Il est titularisé et délivre une passe décisive sur l'ouverture du score de son équipe (1-1 score final). 
En janvier 2024, Albert Labík prolonge rejoint le FK Teplice, prêté par le Slavia jusqu'en juin 2025. Le transfert est officialisé dès le 19 décembre 2023.
Il fait sa première apparition en première division tchèque avec ce club, le 11 février 2024 contre le FC Zlín. Il est titularisé et son équipe s'impose par deux buts à un ce jour-là.

### En sélection
Il représente la Tchéquie en sélection. Il joue notamment avec les moins de 18 ans, faisant sa première apparition le 1er mars 2018 face à l'Autriche. Il est titulaire lors de ce match remporté par les jeunes tchèques (2-1 score final). Au total il fait six apparitions avec cette sélection, tous en 2021.
Albert Labík joue son premier match avec l'équipe de Tchéquie espoirs le 7 septembre 2023, contre la Slovaquie. Il est titularisé et son équipe l'emporte par deux buts à zéro.